# Episema glaucinoides
Episema glaucinoides är en fjärilsart som beskrevs av Charles Boursin. Episema glaucinoides ingår i släktet Episema och familjen nattflyn. Inga underarter finns listade i Catalogue of Life.